# Óstrov poguíbxikh korablei
Óstrov poguíbxikh korablei (rus: Остров погибших кораблей, "l'illa dels vaixells perduts") és una pel·lícula musical soviètica per a televisió de 1987 en dues parts dirigida per Evgeniy Ginzburg i Rauf Mamedov i basada en la novel·la epònima d'Aleksandr Beliàiev.

## Argument
La pel·lícula comença com un home modern i corrent, resident a Leningrad, anomenat Volòdia (Gediminas Storpirštis), es baralla amb la seva dona. Després surt fora de casa ... i es troba inesperadament el 1928 a Marsella, al cos de l'assassí (segons l'inspector que el va detenir Jimmy Simpkins) Reginald Gatling.
Junts s'embarquen en un vaixell de vapor que els ha de portar a Amèrica, "més a prop de la cadira elèctrica". Però a la nit el vaixell naufraga i s'enfonsa per motius desconeguts. Sobreviuen miraculosament Volòdia, Jimmy i l'encantadora passatgera Vivian Kingman (Larissa Belogurova), una còpia en carboni de l'esposa de Volòdia, a bord de L'holandès errant nedant fins al lloc del desastre i continuen a la deriva en alta mar. I després arriben a una illaa formada del naufragi de vaixells mig enfonsats, perduts al Mar dels Sargassos. El governant de l'illa és Fergus Slayton (Arunas Storpirstis), el seu ajudant és Sholom-Trepach (Konstantin Raikin). A més d'ells, l'illa acull la dona de Trepach Maggie (Natalia Lapina), l'historiador Luders amb la seva dona Frida (Lilian Malkina) i molts més mariners, viatgers, pirates. Segons el costum, la nouvinguda Vivian hauria de triar el seu marit entre un dels habitants de l'illa. Slayton, que s'ha enamorat d'ella, tanca Volòdia i Jimmy a la fresca, però aconsegueixen escapar i arriben a la cerimònia d'elecció de nuvi. Vivian tria Volòdia per ser el seu marit perquè està enamorada d'ell. Els illencs organitzen un magnífic casament. Després arriba la nit del noces i Volodya confessa a Vivian que ja està casat i que "ha vingut d'un altre món". Però ara no li importa, està enamorat de Vivian ... Mentrestant, Jimmy està mirant a Slayton. Se n'adona de la «cua» i està preocupat.
L'endemà al matí, Jimmy s'endinsà accidentalment a la recerca d'algun vaixell abandonat, on descobreix el germà de Slyton Edward, tancat en una gàbia. Clarament no és ell mateix. En aquest moment, Slayton s'acosta. Explica a Jimmy sobre el seu germà i sobre la seva relació amb Maggie. Trepach escolta aquesta conversa. Es mostra sorprès pel fet que la seva dona l'enganyi. Mentrestant, Slayton fa fora Jimmy, però apareix Volòdia. Allibera Edward, però acaba corrent per l'illa. Mentrestant, Slayton comparteix amb Jimmy els seus plans per a l'illa: vol volar en un globus i després tornar amb el tresor. Després d'això, Slayton empeny Jimmy a l'aigua i el dispara davant dels habitants de l'illa. Trepach anuncia que ha sentit la conversa entre Jimmy i Slayton, i de seguida rep una bala al front. Llavors Slayton mata Vivian per venjança i s'escapa. És perseguit després que aconsegueixi volar en un globus.
Però Volòdia es troba de sobte en la seva pròpia època. A jutjar per la seva aparença desmanegada, sense afaitar i amb un cop a la part posterior del cap, coses que li fan pensar que no ha estat un somni. Tot acaba amb Volòdia tornant al seu apartament i assegut a sopar amb la seva dona, que s'assembla força a la morta Vivian.

## Repartiment
- Larissa Belogurova - Vivian Kingman / Esposa de Volòdia / Della Jackson
- Gediminas Storpirshtis - Volòdia / Reginald Gatling
- Nikolai Lavrov - Agent especial Jim Simpkins
- Konstantin Raikin - Sholom-Trepach
- Natalia Lapina - Maggie
- Arunas Storpirshtis - Governador Fergus Slayton (veu d'Andrey Tolubeev)
- Lillian Malkina - Frida
- Gali Abaydulov
- Valentin Zhilyaev - Red
- Sergey Parshin - "El mariner"
- Semyon Furman - "Asiàtic"
- Arkady Shalolashvili - "El turc"
- Mikhail Shtein - "Lilliput"
- Mikhail Scheglov - Lyuders, marit de Frida
- Tito Romalio - "Mulato"
- Algis Arlauskas
- Larisa Dolina
- Yuri Senkevich - cameo